# Poslanica Titu
Poslanica Titu je knjiga Novog zavjeta, jedna od triju „pastoralnih poslanica“. Načinjena je kao Pavlovo pismo Titu, kršćanskom radniku iz Krete. Njena je svrha opisati zahtjeve i dužnosti prezbitera i biskupa. Biblijska kratica za nju je: Tit.

## Autor i vrijeme nastanka
Mnogi stručnjaci danas smatraju da pastoralne poslanice nije napisao Pavao. Moguće je da ih je, između 90. i 140. godine, napisao anonimni kršćanin školovan u duhu Pavlova nauka.
Stručnjaci smatraju da je pastoralne poslanice napisao isti autor. Poslanica Titu vrlo je slična Prvoj poslanici Timoteju, jer dijele slične izraze i sličnu radnju. Dok se te poslanice obično pripisuju Pavlu iz Tarza, mnogi stručnjaci danas smatraju ih pseudoepigrafima.

##### Tvrdnje za Pavlovo autorstvo
Autor Poslanice Titu naziva se „Pavlom, slugom Božjim i apostolom Isusa Krista.“ Prema Eastonovom Biblijskom Rječniku, „Pavlovo je autorstvo u prošlosti bilo neosporno i priznato, ali danas je često upitno. Poslanica Titu vjerojatno je nastala u isto vrijeme kad i Prva poslanica Timoteju, s kojom dijeli mnogo sličnosti.“
Stručnjaci koji vjeruju da je Pavao napisao Poslanicu Titu, poput Donalda Guthriea, svoje uvjerenje temelje u činjenici da je napisana nakon Pavlova posjeta Kreti (Poslanica Titu 1:5). Taj posjet nije bio onaj opisan u Djelima Apostolskim 27:7, kad je Pavao bio na putu u Rim kao zarobljenik, gdje je ostao zarobljen dvije godine. Zbog toga tradicionalna egzegeza pretpostavlja da je nakon izlaska iz zarobljeništva Pavao iz Rima otplovio prema Aziji, prolazeći pored Krete gdje je ostavio Tita da uredi preostalo. Nakon toga je otišao u Efez, gdje je ostavio Timoteja, a iz Efeza odlazi u Makedoniju, gdje je napisao Prvu poslanicu Timoteju i onda, prema dodatku ove poslanice, odlazi u Nikopol odakle oko 66. ili 67. godine piše Titu.

##### Tvrdnje protiv Pavlova autorstva
Pastoralne poslanice neki stručnjaci smatraju pseudoepigrafima. Na temelju jezika i sadržaja pastoralnih poslanica, određeni stručnjaci danas sumnjaju da ih je napisao Pavao, već vjeruju da su napisane nakon njegove smrti. Kritičari koji proučavaju tekst ne uspijevaju pronaći sličnost rječnika i literarnog stila s Pavlovim autentičnim pismima, ne uspijevaju smjestiti Pavlovu životnu situaciju u poslanicama u Pavlovu rekonstruiranu biografiju i prepoznaju načela modernije kršćanske Crkve umjesto načela iz doba apostola.
Stručnjaci koji Poslanicu Titu smatraju Pseudoepigrafom, njen nastanak smještaju u razdoblje od 80. godine sve do kraja 2. stoljeća.

## Struktura
- Pavlovo obraćanje Titu
- Uputstva za postavljanje starješine
- Promicatelji lažnih nauka
- Stariji vjernici, mladići, robovi
- Narod koji pripada Isusu Kristu
- Upute za ponašanje vjernika
- Posljednje preporuke i pozdravi
- Bilješke uz Pavlovu poslanicu Titu

## Sadržaj

##### Pozdrav
Nigdje drugdje Pavao sebe ne naziva slugom (grč. dulos, rob) Božjim, iako u pozdravima dva puta upotrebljava izraz „sluga Isusa Krista“. Da bi upozorio na službenu prirodu svoje misije, dodaje i inače češći izraz apostol Isusa Krista.

##### Postavljanje starješina
Nakon ovog prilično formalnog pozdrava Apostol prelazi izravno na Titovu posebnu zadaću. Pavao je vjerojatno posjetio Kretu i ondje ostavio Tita da nastavi rad.
Kretska je crkva bila u nesređenijem stanju nego efeška, pa Tit zato ima dva važna zadatka. Mora dovršiti ono što je Pavao ostavio nedovršenim te da uredi preostalo i postavi starješine. Često se smatra da imenovanje starješina upućuje na crkveno ustrojstvo koje je previše razvijeno za Pavlovo vrijeme, ali da bi se taj stav održao, neophodno je shvaćati Dj 14,23 kao anakronizam. Uska povezanost između prezbitera i biskupa u ovim okolnostima čini se da pokazuje kako su ovi izrazi zapravo istoznačnice.

##### Borba protiv krivih učitelja
Apostol se prihvaća opisivanja onih koji protuslove, ili protivnika. Očito su brojni te posjeduju tri obilježja, tri nepoželjne osobine. Nepokorni su, što se vidi po tome što ismjehuju službena crkvena pravila. Drugo, šupljoglavi su u svom učenju, mnogo pričaju, a ne kažu ništa. Treće, sami su zavedeni, pa su zbog toga i zavodnici drugih. Ove osobine zauzimaju istaknuto mjesto u svim krivovjerjima, ali su bile posebno očite među židovskim učiteljima koji su tada djelovali na Kreti, na što upućuje spominjanje skupine onih iz obrezanja.
Takvim je učiteljima prepisan jak lijek. Njima treba začepiti usta (epistomizō, što znači „zauzdati“ ili „staviti brnjicu“) da bi ih se spriječilo da nanose štetu.
Apostol podupire svoje umovanje pozivajući se na izjavu jednog poštovanog kretskog kritičara o naravi Krećana. To su riječi Epimenida, filozofa iz šestog stoljeća, koga su njegovi sunarodnjaci uzdigli do mitskih visina.

##### Neke staleške dužnosti
Pažnja se sada usmjeruje prema problemima koji se pojavljuju u pastoralnoj brizi za crkvu; dat je poseban osvrt na različite skupine ljudi unutar crkve kojima se Tit mora pozabaviti. Apostolovi savjeti jednako su poučni i korisni u današnje vrijeme kao što su bili u vrijeme pisanja. Za razliku od krivih učitelja, čije je ispovijedanje vjere isprazno, Tit treba revno govoriti što se priliči zdravom nauku.
Prvo praktično obilježje takvog zdravog nauka bio bi zahtjev da ponašanje bude u skladu s vjerovanjem. Stariji muškarci trebaju se ponašati onako kako doliči starim članovima zajednice.
Od starijih kršćana, kao i od svih starijih muškaraca, ne zahtijeva se samo suzdržanost; oni moraju pokazivati i trojstvo kršćanskih krjeposti. Vjera, ljubav (agapē) i postojanost (hypomonē).
Govoreći o staricama, Apostol upotrebljava prilog hōsautōs, isto tako, izraz svojstven pastoralnim poslanicama, te tako ističe bliskost s onim što prethodi.
Starije žene trebaju urazumljavati mlađe neka ljube svoje muževe; to je točan prijevod grčke konstrukcije (hina sōphronizōsi). Drugim riječima, starije kršćanke moraju pomagati mlađim ženama u stvaranju i održavanju obiteljske ljubavi. Od mladih žena, jednako kao i od staraca, traži se da iskažu krjepost razumnosti.
Kršćanke će takvu pažnju poklanjati svom ponašanju osobito kod kuće, i to iz određenog religioznog razloga, tj. da se Riječ Božja ne bi pogrđivala.
Pažnja je sada usmjerena na mladiće, kojima je također upućen poseban poticaj da teže k samosvladavanju. Tit ih treba poticati (parakaleō) da budu razumni.
Pavao iznosi neka načela kojih se robovi moraju pridržavati u ophođenju prema gospodarima, ali se nalozi neznatno razlikuju od prethodnih. Robovi se moraju ponašati tako da budu ures nauku spasitelja našega, Boga. To je načelo koje izdiže naloge robovima na razinu koja je mnogo viša od razine grčke etike onoga vremena.

##### Opće dužnosti vjernika
Ovdje se Pavao boji da bi nemirni i buntovni kršćani vrlo lako mogli uvući crkvu u politička previranja, što bi dovelo do toga da bi se na Evanđelje gledalo podozrivo.

##### Osnovne obavijesti, završni pozdravi i želje
Kao i gotovo uvijek u svojim pismima, Apostol završava riječima u kojima poimence određene pojedince. Stil je toliko pavlovski da Harrison smatra kako je cijeli odjeljak jedan od pavlovskih fragmenata koji su ugrađeni u tekst pastoralnih poslanica.
Završni blagoslov istovjetan je s blagoslovima iz Prve i Druge poslanice Timoteju, osim što je umetnuta riječ svima, koja odgovara istoj riječi s početka stiha.